# Hans Geister
Hans Geister (Alemania, 28 de septiembre de 1928-16 de mayo de 2012) fue un atleta alemán, especialista en la prueba de 4 × 400 metros, en la que llegó a ser medallista de bronce olímpico en 1952.

## Carrera deportiva
En los JJ. OO. de Helsinki 1952 ganó la medalla de bronce en los relevos de 4 × 400 m, siendo sus compañeros de equipo Günter Steines, Heinz Ulzheimer y Karl-Friedrich Haas, con un tiempo de 3:06.6 segundos, llegando a meta tras Jamaica que, con 3:03.9 s, batió el récord mundial, y Estados Unidos (plata).